# Love Me Licia
Love Me Licia è una serie televisiva italiana andata in onda su Italia 1 nell'autunno del 1986 ed ispirata ai personaggi dell'anime Kiss Me Licia, di cui questa produzione live action rappresenta idealmente un sequel. Il telefilm sarà seguito da altre tre serie: Licia dolce Licia nella primavera del 1987, Teneramente Licia nell'autunno dello stesso anno e Balliamo e cantiamo con Licia nella primavera del 1988.

## Trama
I Bee Hive, partiti per gli Stati Uniti al termine della serie animata, tornano a casa, ma Andrea sospetta che Mirko abbia una relazione con Mary, l'impresaria estera del gruppo. In realtà chi si innamora di lei è Marrabbio, il padre di Licia, che perderà letteralmente la testa per la suddetta e si darà un gran da fare per conquistarla, proponendole spesso di mangiare le sue polpette, cosa che però raramente riuscirà a fare. I Bee Hive andranno poi, assieme agli altri protagonisti, in tournée al mare e in montagna. In tutto ciò Marrabbio dovrà misurarsi con Vilfredo María, un tipico donnaiolo che tenterà di conquistare Mary. Si scoprirà poi però che questo è in realtà un informatore industriale, il cui vero scopo è quello di carpire la ricetta segreta delle polpette di Marrabbio. Deciderà quindi poi di rapire Giuliano sotto riscatto, ma il gatto verrà liberato e lui smascherato. Nel frattempo Mirko è preoccupato perché deve sostenere gli esami di laurea, e ha paura perché sa che se andranno male non ci sarà alcuna possibilità che Marrabbio gli lasci, in futuro, sposare Licia. Il cantante riuscirà però a superare l'esame finale con ottimi voti.

## Personaggi nuovi
Rispetto a Kiss Me Licia, Love Me Licia presenta dei nuovi personaggi.

### Lucas
Interpretato da Augusto Di Bono.
È il manager dei Bee Hive e risulta essere parecchio severo. Rispetto alla serie originale sostituisce il personaggio di Yatas.

### Mary
Interpretata da Carlotta Brambilla Pisoni e doppiata da Valeria Falcinelli.
È la manager per l'estero dei Bee Hive, che ha organizzato il loro viaggio negli Stati Uniti e che successivamente li segue nelle loro prove quotidiane, accompagnata da Lucas, rispetto a cui risulta essere meno severa. Appena la conosce, Marrabbio se ne innamora a prima vista, tentando di attirare la sua attenzione e di farle mangiare le sue polpette per tutti gli episodi successivi.

### Vilfredo María
Interpretato da Federico Danti e doppiato da Gianfranco Gamba.
All'inizio viene presentato come un tipico donnaiolo che tenta di attirare l'attenzione di Mary, facendo ingelosire Marrabbio. Più avanti si scoprirà essere in realtà un informatore industriale che tenta di scoprire la ricetta segreta delle polpette di Marrabbio, venendo poi smascherato. Di conseguenza, rapisce Giuliano promettendo di ridarlo solo quando gli verrà data la succitata ricetta. Andrea è perciò intenzionato a dargliela, ma il rapitore verrà fermato prima di poterla leggere.
Il suo nome completo viene più volte preso in giro nel corso della serie, anche per via della sua lunghezza. Lui stesso si è presentato in modi diversi: nel 17º episodio dice di chiamarsi Vilfredo María Hay Lambroso Hay Fernández Gaudentes, mentre nel 22º dice di chiamarsi Vilfredo María Hay Lombroso Hay Cavalso e, ancora una volta, nel 30º dice di chiamarsi Vilfredo María Hay Cavalso Hay Fernández Gaudentes. Questo fa pensare che potrebbe non essere nemmeno il suo vero nome.

### Hildegard
Interpretata da Debora Magnaghi.
È un'amica dei protagonisti che viene dalla Germania (e perciò ha un forte accento tedesco). È molto brava a imitare le voci degli altri personaggi della serie, abilità che userà più volte per prendere in giro Marrabbio.

### Altri
- La madre di Marrabbio, ovvero la nonna di Licia, morta ormai da tempo, viene spesso nominata all'interno della serie, e appare in foto, oltre che in alcuni ricordi o nell'immaginazione. Marrabbio la descrive come una santa donna piena di pregi, anche se in realtà risulta essere parecchio severa.
- Giovanni è un anziano veterano di guerra che aiuta i protagonisti a cercare Giuliano quando questo viene rapito.
- Corrado, il noto conduttore televisivo, compare all'interno della serie come presentatore di un programma a cui partecipano i Bee Hive.

## Produzione
Kiss Me Licia ebbe parecchio successo in Italia, più che in patria, perciò, dopo la fine della serie, la Fininvest decise di realizzare in Italia, col consenso dei produttori originali, il telefilm Love Me Licia, come seguito ideale della serie originale, pur avendo varie differenze.
Si decise di far interpretare Licia da Cristina D'Avena, che ha cantato sia la sigla di Kiss Me Licia che di Love Me Licia, mentre per l'interpretazione di Mirko venne scelto Pasquale Finicelli. Nonostante fossero entrambi cantanti, all'interno della serie la voce di Finicelli non si sente mai, mentre quella della D'Avena è stata usata solo nelle canzoni. Questo perché i personaggi erano stati doppiati dai corrispettivi doppiatori della serie originaria, perciò Licia veniva interpretata da Cristina D'Avena ma doppiata da Donatella Fanfani (tranne nelle parti cantate), mentre Mirko veniva interpretato da Pasquale Finicelli ma doppiato da Ivo De Palma nei dialoghi e da Enzo Draghi nel canto. Allo stesso modo anche gli altri personaggi venivano generalmente doppiati da chi aveva dato loro la voce in Kiss Me Licia. Il personaggio di Lauro, tuttavia, essendo interpretato proprio dal suo doppiatore della serie originaria (Antonio Paiola), mantiene la voce del suddetto. Alla stessa maniera anche i nuovi personaggi, che quindi non erano apparsi in Kiss Me Licia, vengono ugualmente doppiati. I personaggi di Lucas e Hildegard sono delle eccezioni, dato che mantengono la voce dei loro attori, Augusto Di Bono e Debora Magnaghi, essendo i suddetti già di per sé dei doppiatori (la Magnaghi ha infatti dato la voce anche a Elisa). A tal proposito è curioso notare che alcuni personaggi sono stati doppiati nonostante fossero già interpretati da doppiatori professionisti. Alcuni esempi sono Marrabbio e Nonno Sam, interpretati da Salvatore Landolina e Sante Calogero (entrambi doppiatori), ma doppiati da Pietro Ubaldi e Riccardo Mantani. Un caso particolare è quello di Federico Danti, che nella serie ha interpretato Vilfredo María, venendo doppiato da Gianfranco Gamba (che aveva in precedenza dato la voce a Sheller nella serie originale), ma che, essendo un doppiatore, ha partecipato anche al doppiaggio della serie dando la voce a Tony.
Questa prima versione della serie TV risente dell'influenza del cartone animato maggiormente rispetto a quelle successive, specialmente per le canzoni, i costumi e le acconciature molto simili a quelle dei loro alter ego animati (Licia, per esempio, aveva i capelli a caschetto come nel cartone animato, sebbene nelle serie successive li lascerà crescere; oppure Satomi, che in origine sfoggiava una lunga capigliatura boccolosa come nella serie animata, a partire dalla terza serie non indosserà più la parrucca).

### Differenze con la serie originale
Nonostante la serie venga considerata un seguito di Kiss Me Licia, presenta numerose differenze. Eccone un elenco.
- Kiss Me Licia è ambientato in Giappone, mentre Love Me Licia è ambientato in Italia.
- in Kiss Me Licia la tournée dei Bee Hive negli Stati Uniti era di sei mesi,[1] mentre in Love Me Licia è di due mesi (anche se in realtà, per problemi tecnici, è durata meno).[2]
- Tutti i luoghi che compaiono in entrambe le serie (il Mambo, la casa di Licia e Marrabbio, la sala prove, la casa di Mirko e Andrea e l'asilo) sono molto diversi rispetto alla serie animata, inoltre in Love Me Licia l'asilo ha un parco giochi esterno.
- Nella serie originale Andrea ha i capelli blu, mentre Satomi ce li ha viola. Essendo colori di capelli inesistenti nella realtà, in Love Me Licia hanno entrambi i capelli castani.
- Il personaggio di Yatas è stato sostituito da Lucas, che può essere considerato una reinterpretazione dello stesso personaggio.
- In Love Me Licia Mirko non indossa mai gli orecchini, diversamente da Kiss Me Licia dove se li metteva spesso durante i concerti.
- Matt ha un aspetto completamente diverso rispetto alla serie animata, inoltre in Love Me Licia lui e Steve hanno un ruolo maggiore rispetto a Kiss Me Licia, dove erano dei personaggi totalmente secondari.
- In Love Me Licia Marrabbio, Mirko e Satomi non fumano mai.
- In Love Me Licia Mirko risulta essere dolce e fin troppo paziente con Andrea, mentre nel cartone animato si spazientisce spesso "facendo il padre" e non ha risparmiato un ceffone al fratellino.
- In Love Me Licia, per evidenti limitazioni, Giuliano si comporta in maniera meno "umana" rispetto a Kiss Me Licia, dove, per esempio, talvolta veniva visto seduto o addirittura in piedi. Tuttavia mantiene comunque dei pensieri umani e indossa un costume nelle scene in cui sono al mare, proprio come nel cartone animato.
- In Love Me Licia Nonno Sam e Lauro sono stati resi dei personaggi divertenti, protagonisti, spesso assieme a Marrabbio, di molte scene comiche, mentre nel cartone animato erano quasi dignitosi.
- In Kiss Me Licia Tony indossava spesso degli occhiali da sole, mentre Steve li indossava perennemente. In Love Me Licia invece Tony non li indossa mai mentre Steve, pur indossandoli spesso, viene visto anche senza.
- In Kiss Me Licia Andrea compie gli anni il 7 luglio,[3] mentre in Love Me Licia, nonostante la data esatta non venga mai precisata, dagli ultimi episodi si deduce che compia gli anni a fine anno (sicuramente prima del 18 dicembre, ovvero il giorno dell'ultimo esame di Mirko).
- In Love Me Licia alcuni personaggi di Kiss Me Licia (come Sheller, Marina, Marie o Ume) non compaiono mai e non vengono nemmeno menzionati. Si può solo pensare che Teodora, la governante di Satomi presente in Balliamo e cantiamo con Licia, sia ispirata alla figura di Ume.
- In Kiss Me Licia la madre di Marrabbio non viene mai nominata, nonostante in Love Me Licia quest'ultimo ne parli invece molto spesso.
- Un'importante differenza di trama riguarda la fine della serie originale, nella quale Licia e Mirko si erano ripromessi di sposarsi non appena quest'ultimo fosse tornato a casa dagli Stati Uniti, avendo anche avuto il consenso di Marrabbio (nonostante fosse ancora un po' titubante). In Love Me Licia invece non sembra che sia mai stato pianificato nulla del genere, anche perché Marrabbio risulta essere totalmente contrario al matrimonio tra i due.
- In generale Love Me Licia risulta essere una serie più divertente e meno drammatica rispetto a Kiss Me Licia.

## Episodi
| Stagione       | Episodi | Prima TV Italia |
| -------------- | ------- | --------------- |
| Prima stagione | 34      | 1986            |

## Colonna sonora
La sigla iniziale e finale è Love Me Licia, scritta da Giordano Bruno Martelli e Alessandra Valeri Manera e cantata da Cristina D'Avena; nello stesso anno della prima TV, il 1986, venne pubblicata la colonna sonora della serie su LP/MC con il titolo Love Me Licia e i Bee Hive, ristampata su CD e pubblicata il 7 dicembre 2010, in concomitanza con la replica su La5 e Hiro (dove nello stesso periodo della replica della prima stagione su La5, erano in onda le stagioni successive) all'interno del Box multidisco Licia e i Bee Hive Story. Love Me Licia è incisa nell'album Fivelandia 4 come traccia numero 1.
Le canzoni della colonna sonora sono state composte da Giordano Bruno Martelli, tranne la canzone Andrea che è stata invece composta da Ninni Carucci anche se non viene accreditato nei titoli di coda in cui è citato solo Martelli.

## Studi di produzione
Gli interni del Mambo, la casa di Licia e Marrabbio, la casa di Mirko e Andrea, la casa di Marika e la sala prove si trovavano negli ex studi della Merak Film che si trovavano in via Fratelli Lumiére a Cologno Monzese.
I concerti della prima serie vennero girati alla ex discoteca Desideria di Jesolo e Igloo di Varallo.
Gli esterni vennero girati al parco di Brugherio, a Edilnord di Brugherio, a Cologno Monzese, al Parco Lambro di Milano, a Milano Marittima, a Cervia, al parco di Villa Arconati, a Baranzate di Bollate, a Varallo e a Rossa.